# Premio dei Lettori
Il Premio dei Lettori è un premio letterario istituito a Lucca nel 1988 dalla Società Lucchese dei Lettori e destinato alla migliore opera di narrativa presentata nel corso dell'anno "sociale" nell'ambito delle iniziative dell'associazione.

## Storia
Il premio nasce in seno alle attività della Società Lucchese dei Lettori, un'associazione culturale con sede a Lucca fondata nel 1988 (da Francesca Duranti, Antonio Dini, Marina Rossi, Maria Laura Pellegri, Daniela Marcheschi) con lo scopo di organizzare una serie di incontri con scrittori di libri di narrativa nel corso della stagione sociale (da ottobre a maggio).
Da qui è sorta l'idea di concludere ogni ciclo con un premio letterario.

## Regolamento
Da ottobre a giugno l'associazione invita a Lucca uno scrittore a presentare il proprio libro, uscito nell'ultimo anno. Le presentazioni si svolgono come una sorta di "piccolo seminario" sull’opera diretto dall’autore. 
Ogni incontro si conclude con una cena in ristorante della città.
Al termine del ciclo di incontri l'associazione si riunisce in assemblea straordinaria dei soci ed esprime un massimo di tre preferenze fra i titoli presentati nel corso della stagione. 
I tre autori finalisti saranno ammessi alla serata finale e riceveranno il "Premio Selezione", che consiste in un riconoscimento in denaro.
L’ultimo venerdì del mese di giugno, durante la serata finale che si tiene annualmente presso la sede di villa Rossi in Gattaiola (Lucca), si svolge la votazione che determina il libro "supervincitore" del Premio, il quale otterrà un'ulteriore vincita in denaro.

## Albo d'oro
| Edizione | Anno      | Autore vincitore      | Opera vincitrice                    | Casa editrice | Selezione dei finalisti |
| -------- | --------- | --------------------- | ----------------------------------- | ------------- | --- |
| I        | 1988/1989 | Nico Orengo           | Ribes                               | Einaudi       | Gianfranco Bettin Giuseppe Pontiggia |
| II       | 1989/1990 | Andrea De Carlo       | Due di due                          | Mondadori     | Dacia Maraini Giampaolo Rugarli |
| III      | 1990/1991 | Marco Lodoli          | I fannulloni                        | Einaudi       | Carla Cerati Aldo Busi |
| IV       | 1991/1992 | Sergio Maldini        | La casa a Nord-Est                  | Marsilio      | Cristina Comencini Giorgio Bocca |
| V        | 1992/1993 | Clara Sereni          | Il gioco dei regni                  | Giunti        | Giovanni Mariotti Sergio Ferrero |
| VI       | 1993/1994 | Antonio Tabucchi      | Sostiene Pereira                    | Feltrinelli   | Paolo Maurensig Alessandro Baricco |
| VII      | 1994/1995 | Raffaele La Capria    | L'occhio di Napoli                  | Mondadori     | Piero Meldini Giampaolo Pansa |
| VIII     | 1995/1996 | Gina Lagorio          | Il bastardo                         | Rizzoli       | Giuseppe Pederiali Roberto Cotroneo |
| IX       | 1996/1997 | Marta Morazzoni       | Il caso Courrier                    | Longanesi     | Cristina Comencini Paolo Maurensig |
| X        | 1997/1998 | Andrea Camilleri      | La voce del violino                 | Sellerio      | Francesco Biamonti Francesco Costa |
| XI       | 1998/1999 | Ermanno Rea           | Fuochi fiammanti a un'hora di notte | Rizzoli       | Helga Schneider Guido Conti |
| XII      | 1999/2000 | Ernesto Ferrero       | N.                                  | Einaudi       | Younis Tawfik Giorgio van Straten |
| XIII     | 2000/2001 | Giuseppe Pontiggia    | Nati due volte                      | Mondadori     | Aldo Nove Beppe Lopez |
| XIV      | 2001/2002 | Carmine Abate         | Tra due mari                        | Mondadori     | Silvana Grasso Nico Orengo |
| XV       | 2002/2003 | Melania Mazzucco      | Vita                                | Rizzoli       | Simonetta Agnello Hornby Livio Macchi |
| XVI      | 2003/2004 | Ugo Riccarelli        | Il dolore perfetto                  | Mondadori     | Gianrico Carofiglio Franco Mimmi |
| XVII     | 2004/2005 | Antonia Arslan        | La masseria delle allodole          | Rizzoli       | Bijan Zarmandili Raffaele Nigro |
| XVIII    | 2005/2006 | Nicola Lecca          | Hotel Borg                          | Mondadori     | Sandro Veronesi Gian Mario Villalta |
| XIX      | 2006/2007 | Andrea Di Consoli     | Il padre degli animali              | Rizzoli       | Giovanni D'Alessandro Alberto Garlini |
| XX       | 2007/2008 | Cristina Comencini    | L'illusione del bene                | Feltrinelli   | Donato Bendicenti Carlo D'Amicis |
| XXI      | 2008/2009 | Fabio Geda            | L'esatta sequenza dei gesti         | Instar Libri  | Carmine Abate Renata Mambelli |
| XXII     | 2009/2010 | Tullio Avoledo        | L'anno dei dodici inverni           | Einaudi       | Raffaele Nigro Silvia Avallone |
| XXIII    | 2010/2011 | Davide Longo          | L'uomo verticale                    | Fandango      | Francesca Melandri Andrea Molesini |
| XXIV     | 2011/2012 | Mimmo Gangemi         | La signora di Ellis Island          | Einaudi       | Giovanni D'Alessandro, Soli (San Paolo) Pietrangelo Buttafuoco, Il lupo e la luna (Bompiani)                                                                       |
| XXV      | 2012/2013 | Maria Paola Colombo   | Il negativo dell'amore              | Mondadori     | Francesca Melandri, Più alto del mare (Rizzoli) Lorenzo Amurri, Apnea (Fandango)                                                                                   |
| XXVI     | 2013/2014 | Giorgio Van Straten   | Storie d'amore in tempo di guerra   | Mondadori     | Giovanni D'Alessandro, La tana dell’odio (San Paolo) Donatella Di Pietrantonio, Bella mia (Elliot)                                                                 |
| XXVII    | 2014/2015 | Antonella Ossorio     | La mammana                          | Einaudi       | Giovanni Greco, L'ultima madre (Feltrinelli) Armando Minuz, Ho portato sulle spalle mio padre (Nutrimenti)                                                         |
| XXVIII   | 2015/2016 | Raffaella Romagnolo   | La figlia sbagliata                 | Frassinelli   | Francesca Palumbo, Le parole interrotte (Besa) Silvana La Spina, L’uomo venuto da Messina (Giunti)                                                                 |
| XXIX     | 2016/2017 | Maria Rosa Cutrufelli | Il giudice delle donne              | Frassinelli   | Ezio Sinigaglia, Eclissi (Nutrimenti) Paolo Di Paolo, Una storia quasi solo d'amore (Feltrinelli)                                                                  |
| XXX      | 2017/2018 | Emiliano Gucci        | Voi due senza di me                 | Feltrinelli   | Elena Mearini, È stato breve il nostro lungo viaggio (Cairo) Carlo Miccio, La trappola del fuorigioco (Alpha Beta) Pietro Caliceti, BitGlobal (Baldini & Castoldi) |
| XXXI     | 2018/2019 | Margherita Loy        | Una storia ungherese                | Atlantide     | Michela Marzano, Idda (Einaudi) Roberto Pazzi, Verso Sant’Elena (Bompiani)                                                                                         |
| XXXII    | 2020/2021 | Marcello Fois         | Pietro e Paolo                      | Einaudi       | Viola Ardone, Le parole interrotte (Einaudi) Romana Petri, Pranzi di famiglia (Neri Pozza)                                                                         |